# Carl von Brühl

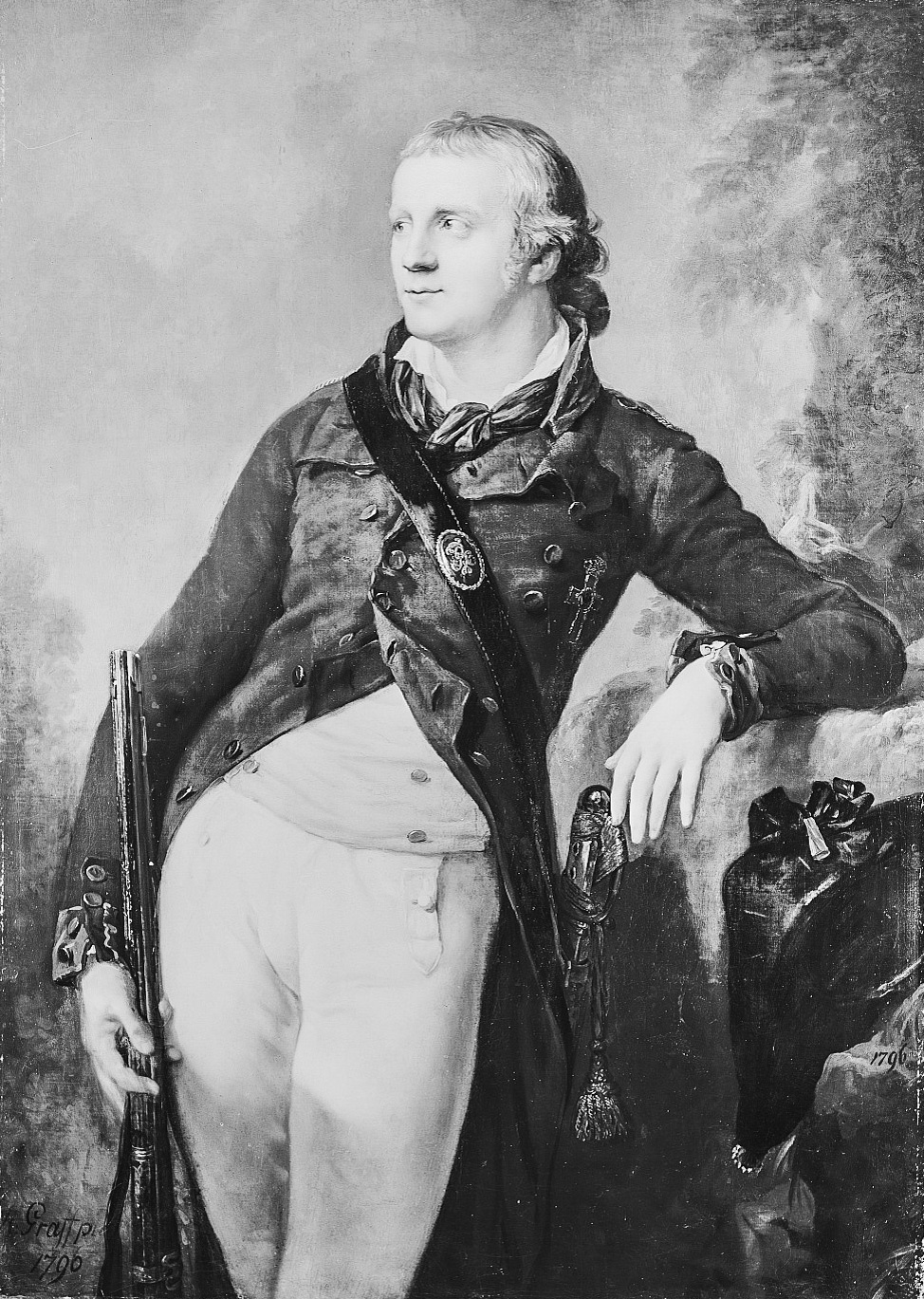
Carl von Brühl.

Carl Friedrich Moritz Paul von Brühl, född den 18 maj 1772 i Pförten, död den 9 augusti 1837 i Berlin, var en tysk greve, militär och ämbetsman. Han var sonson till Heinrich von Brühl och brorson till Alois Friedrich von Brühl. 
von Brühl uppträdde redan 1785 med bifall på den furstliga privatscenen i Weimar. Som major i generalstaben bevistade han 1813 års fälttåg. År 1815 blev han generalintendent för de kungliga teatrarna i Berlin, i vilken ställning han kraftigt verkade för inrättandet av en tysk klassisk scen och gjorde dessa teatrar till mönster i fråga om historiskt trogna kostymer och praktfull iscensättning. På egen bekostnad grundade han tidskriften Dramatisches Wochenblatt. År 1828 tog han avsked och blev 1830 generalintendent för de kungliga museerna och verkligt geheimeråd.